# Larissa Iapichino
Larissa Iapichino (Borgo San Lorenzo, 18 de julio de 2002) es una deportista italiana que compite en atletismo, especialista en la prueba de salto de longitud.
En los Juegos Europeos de Cracovia 2023 consiguió una medalla de bronce. Ganó una medalla de plata en el Campeonato Europeo de Atletismo de 2024 y dos medallas en el Campeonato Europeo de Atletismo en Pista Cubierta, en los años 2023 y 2025.
Participó en los Juegos Olímpicos de París 2024, ocupando el cuarto lugar en el salto de longitud.

## Palmarés internacional
| Juegos Europeos                      | Juegos Europeos          | Juegos Europeos   | Juegos Europeos   |
| Año                                  | Lugar                    | Medalla           | Prueba            |
| ------------------------------------ | ------------------------ | ----------------- | ----------------- |
| 2023                                 | Chorzów (Polonia)        | Medalla de bronce | Salto de longitud |
| Campeonato Europeo                   |                          |                   |                   |
| Año                                  | Lugar                    | Medalla           | Prueba            |
| 2024                                 | Roma (Italia)            | Medalla de plata  | Salto de longitud |
| Campeonato Europeo en Pista Cubierta |                          |                   |                   |
| Año                                  | Lugar                    | Medalla           | Prueba            |
| 2023                                 | Estambul (Turquía)       | Medalla de plata  | Salto de longitud |
| 2025                                 | Apeldoorn (Países Bajos) | Medalla de oro    | Salto de longitud |